# Dekanbolus rubellus
Dekanbolus rubellus är en mångfotingart som beskrevs av Karl Wilhelm Verhoeff 1938. Dekanbolus rubellus ingår i släktet Dekanbolus och familjen Pachybolidae. Inga underarter finns listade i Catalogue of Life.